# Gustaf Adolf Jonsson
Gustaf Adolf Jonsson (n. 26 iunie 1879, Stockholm, Suedia-Norvegia – d. 30 aprilie 1949, Stockholm, Suedia) a fost un trăgător de tir ce a reprezentat Suedia, medaliat olimpic. A participat la 3 ediții ale Jocurilor Olimpice (1908, 1912, 1920) în care a câștigat o medalie de aur, o medalie de argint și o medalie de bronz.